# USS Alaska (CB-1)
USS Alaska (CB–1), chiếc tàu thứ ba của Hải quân Hoa Kỳ được đặt tên theo vùng quốc hải lúc đó và tiểu bang hiện nay, là chiếc dẫn đầu của lớp Alaska vốn dự tính bao gồm sáu tàu tuần dương lớn. Không giống thông lệ đang có trong việc đặt tên thiết giáp hạm hay tàu tuần dương của Mỹ, tất cả những chiếc trong lớp, kể cả Alaska, đều được đặt tên theo "lãnh thổ hoặc vùng quốc hải" của Hoa Kỳ nhằm nhấn mạnh vai trò trung gian của chúng giữa thiết giáp hạm và tàu tuần dương hạng nặng hay hạng nhẹ thông thường.
Khi lớp tàu của nó được đặt hàng vào ngày 9 tháng 9 năm 1940, nó đưa đến sự ngạc nhiên cho nhiều người vì Hải quân Mỹ chưa bao giờ hoàn tất một tàu chiến-tuần dương trong suốt lịch sử của nó, ngay cả vào giai đoạn cực thịnh của kiểu tàu này trong những năm 1906- 1916. Tuy nhiên, việc chế tạo được xúc tiến, và ba chiếc đầu tiên của lớp là Alaska, Guam và Hawaii lần lượt được đặt lườn tại hãng New York Shipbuilding Corporation thuộc Camden, New Jersey vào các ngày 17 tháng 12 năm 1941, 2 tháng 2 năm 1942 và 20 tháng 12 năm 1943.
Alaska được hạ thủy vào ngày 15 tháng 8 năm 1943, và được đưa ra hoạt động 11 tháng sau đó vào ngày 17 tháng 6 năm 1944. Sau nhiều lần chạy thử và một vài thay đổi, nó đi sang khu vực mặt trận Thái Bình Dương vào tháng 12 năm đó, đến San Diego ngày 12 tháng 12. Tiếp tục lên đường hướng sang Tây Thái Bình Dương, nó gia nhập Lực lượng Đặc nhiệm 58 tại Ulithi vào ngày 10 tháng 2 năm 1945, và toàn bộ lực lượng này tấn công các đảo chính quốc Nhật Bản. Alaska thực hiện việc hộ tống cho lực lượng này, đặc biệt là các tàu sân bay, trong suốt tháng tiếp theo; nhưng vào ngày 19 tháng 3, sau khi tàu sân bay Franklin bị đánh trúng hai quả bom và bị buộc phải rút lui, một lực lượng hộ tống được hình thành bao gồm cả Alaska lẫn con tàu chị em Guam được hình thành để dẫn dắt con tàu sân bay hư hỏng quay trở lại Guam. Alaska tách khỏi lực lượng này vào ngày 22 tháng 3, tiếp tục nhiệm vụ bảo vệ các tàu sân bay khi chúng đang tung ra các cuộc không kích nhắm vào Okinawa. Sau khi nã pháo xuống một hòn đảo nhỏ, nó lại lên đường hướng đến Ulithi, nơi nó gia nhập Đệ Tam hạm đội.
Trong hai tuần tiếp theo, nó bảo vệ các tàu sân bay của Đệ Tam hạm đội, sau đó Alaska cùng với tàu chị em Guam hướng đến Đông Hải tấn công các tàu bè Nhật Bản, và tiếp tục công việc này cho đến khi chiến tranh kết thúc. Sau khi thực hiện việc biểu dương lực lượng tại một số cảng, nó hỗ trợ cho việc đổ bộ lên miền Bắc Trung Quốc. Sau đó nó lên đường quay về Xưởng hải quân Boston, đến nơi vào ngày 18 tháng 12. Được chuẩn bị để cho ngừng hoạt động, nó được bố trí một chỗ neo đậu vĩnh viễn tại Bayonne, New Jersey; và vào ngày 13 tháng 8 năm 1946 nó được đưa vào lực lượng dự bị. Alaska chính thức ngừng hoạt động vào ngày 17 tháng 2 năm 1947.
Cho dù có những đề nghị nhằm cải biến Alaska và tàu chị em với nó Guam thành những tàu tuần dương trang bị tên lửa điều khiển, Alaska vẫn bị rút khỏi Danh sách Đăng bạ Hải quân vào ngày 1 tháng 6 năm 1960 và được bán vào ngày 30 tháng 6 năm 1960 cho chi nhánh Lipsett của hãng Luria Brothers tại New York và được tháo dỡ sau đó.

## Thiết kế và chế tạo

### Bối cảnh

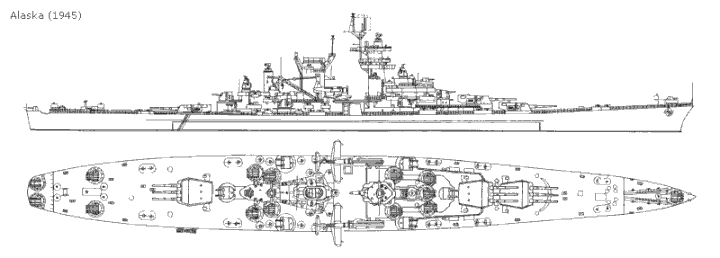
Sơ đồ chiếc USS Alaska, như nó hiện hữu vào năm 1945.

Việc phát triển kiểu tàu tuần dương hạng nặng được tiến triển đều đặn giữa Chiến tranh Thế giới thứ nhất và thứ hai theo những điều khoản của Hiệp ước Hải quân Washington và những hiệp định tiếp theo sau. Trong Hiệp ước này, Hoa Kỳ, Anh Quốc, Nhật Bản, Pháp và Italy đồng ý giới hạn trọng lượng rẽ nước của tàu tuần dương hạng nặng ở mức 10.000 tấn và hải pháo cỡ nòng 203 mm (8 inch). Vì vậy, các tàu tuần dương Mỹ được thiết kế giữa hai cuộc thế chiến đều tuân thủ theo hạn ngạch này. Sau khi Hiệp ước bị mất hiệu lực vào năm 1939, thiết kế được mở rộng đôi chút thành lớp Baltimore.
Ý tưởng về một lớp tàu chiến-tuần dương Mỹ bắt đầu vào đầu những năm 1930, khi Hải quân Mỹ muốn đối phó lại cả những chiếc "thiết giáp hạm bỏ túi" thuộc lớp Deutschland của Đức lẫn một lớp tàu chiến-tuần dương mới  mà người ta tưởng tượng rằng Nhật Bản đang chế tạo. Lớp Alaska được dự định để hoạt động như những "tàu diệt tàu tuần dương", có khả năng truy tìm và tiêu diệt các tàu tuần dương hạng nặng "sau Hiệp ước". Để đạt được những mục tiêu đó, lớp tàu được trang bị súng có cỡ nòng lớn hơn trên một thiết kế mới và đắt tiền, lớp vỏ giáp giới hạn ở mức chống chọi được đạn pháo 305 mm (12 inch), và hệ thống động lực có thể đạt tốc độ tối đa khoảng 58–61 km/h (31–33 knot).
Công việc thiết kế lớp Alaska được thúc đẩy nhanh vào cuối những năm 1930 sau khi các báo cáo tình báo cho rằng Nhật Bản đang vạch kế hoạch hoặc đang chế tạo các "siêu tuần dương" mạnh hơn nhiều so với các tàu tuần dương Mỹ hạng nặng. Hải quân Mỹ phản ứng lại vào năm 1938, khi Ban chỉ huy Hải quân Mỹ gửi một yêu cầu đến Văn phòng Chế tạo và Sửa chữa về một "nghiên cứu toàn diện về mọi loại tàu hải quân để cân nhắc về một chương trình chế tạo mới mở rộng". Tổng thống Mỹ vào lúc đó, Franklin Delano Roosevelt, có thể đã đóng vai trò chính trong việc phát triển lớp tàu này bởi mong ước của ông có thể đáp trả khả năng tấn công của các tàu tuần dương Nhật và thiết giáp hạm bỏ túi Đức, vốn đã khiến cho chúng được gọi là một sự "động viên chính trị", nhưng những nhận xét như vậy thật khó mà làm rõ được.

### Thiết kế
Một sử gia đã mô tả quá trình thiết kế lớp Alaska là một sự "dày vò đau khổ" do nhiều thay đổi và cải biến trên thiết kế của con tàu bởi nhiều cá nhân và bộ phận. Thực ra, kế hoạch đưa đến ít nhất chín thiết kế khác nhau, trải từ thiết kế như kiểu tàu tuần dương phòng không 6.000 tấn thuộc lớp Atlanta cho đến các kiểu tàu tuần dương hạng nặng "phình to" và một kiểu thiết giáp hạm tí hon tải trọng 38.000 tấn trang bị 12 pháo 305 mm (12 inch) và 16 pháo 127 mm (5 inch). Nhằm mục đích giữ cho tải trọng con tàu dưới mức 25.000 tấn, Ban chỉ huy Hải quân đã cho phép các thiết kế chỉ có sự bảo vệ hạn chế bên dưới mực ngấn nước. Kết quả là khi chế tạo, lớp Alaska khá mong manh trước ngư lôi và đạn pháo rơi trước con tàu. Thiết kế cuối cùng được chọn là một phiên bản mở rộng của lớp tàu tuần dương hạng nặng Baltimore có hệ thống động lực giống như của lớp tàu sân bay Essex. Con tàu này kết hợp dàn pháo chính gồm chín khẩu 305 mm (12 inch) cùng vỏ giáp bảo vệ đủ để chống lại đạn pháo 254 mm (10 inch) trong một thân tàu có khả năng di chuyển 61 km/h (33 knot). Vào lúc bắt đầu của việc phát triển, lớp tàu này sử dụng ký hiệu lườn CC, nhấn mạnh rằng chúng sẽ là những tàu chiến-tuần dương theo truyền thống của lớp Lexington; tuy nhiên, ký hiệu này sau đó được đổi thành CB để thể hiện tên mới của chúng, "tàu tuần dương lớn", và mọi khái niện liên hệ chúng như là những tàu chiến-tuần dương đều bị chính thức phủ nhận.
Lớp tàu mới được chính thức đặt hàng vào tháng 9 năm 1940 cùng với một số lượng lớn đến mức thừa thãi các tàu chiến khác như một phần của Đạo luật Hải quân hai đại dương. Vai trò của chiếc tàu chiến mới cũng thay đổi đôi chút; ngoài vai trò đối chiến trên mặt biển, chúng còn được sử dụng để bảo vệ các tàu sân bay. Vì có được cỡ pháo lớn hơn, tích thước lớn và tốc độ cao, chúng có giá trị hơn trong vai trò này hơn các tàu tuần dương hạng nặng, và chúng cũng là đảm bảo cho các báo cáo tình báo rằng Nhật Bản đang chế tạo các "siêu tuần dương" mạnh hơn các tàu tuần dương Mỹ.

### Cải biến thành tàu sân bay
Còn có thêm một thay đổi lớn khác được cân nhắc đến trong giai đoạn "khủng hoảng tàu sân bay" vào đầu năm 1942, khi Hải quân và Tổng thống nhận ra rằng những chiếc tàu sân bay hạm đội mới, lớp Essex, không thể đưa ra hoạt động trước năm 1944, đã quyết định cải biến một số lườn tàu vốn đang được chế tạo thành tàu sân bay. Vào nhiều dịp khác nhau trong năm 1942, họ từng cân nhắc việc cải biến một phần hay tất cả các tàu tuần dương hạng nhẹ thuộc lớp Cleveland, tàu tuần dương hạng nặng thuộc lớp Baltimore, lớp Alaska, hoặc ngay cả một thiết giáp hạm lớp Iowa; cuối cùng họ đã chọn Cleveland. Ý tưởng cải biến các tàu tuần dương lớp Alaska thành những tàu sân bay tỏ ra "đặc biệt hứa hẹn" vì nhiều điểm tương đồng trong thiết kế của lớp tàu sân bay Essex và của lớp Alaska, kể cả việc cùng có một hệ thống động lực. Tuy nhiên, khi so sánh các tàu tuần dương Alaska với các tàu sân bay Essex, chiếc tàu tuần dương cải biến sẽ có một sàn đáp ngắn hơn nên chỉ mang theo được 90% số máy bay, thấp hơn 3,4 m (11 ft) trên mặt nước, và hành trình đi được sẽ ít hơn 13.000 km (8.000 dặm) ở tốc độ 28 km/h (15 knot). Hơn nữa, thiết kế của tàu tuần dương lớn không bao gồm một sự bảo vệ dưới mặt nước thỏa đáng như trên các tàu sân bay thông thường do phải dành trọng lượng vỏ giáp cho việc chống đỡ đạn pháo. Cuối cùng, lớp Cleveland được chọn vì yếu tố lớn nhất là "tốc độ chế tạo", chỉ tìm thấy trên lớp Cleveland mà không có trên bất cứ lớp nào khác. Chín chiếc Cleveland được cải biến thành lớp tàu sân bay hạng nhẹ Independence, và việc chế tạo lớp Essex được đẩy nhanh đến mức có bảy chiếc được đưa ra hoạt động trong khoảng thời gian từ tháng 12 năm 1942 đến tháng 11 năm 1943, sớm hơn nhiều so với mục tiêu 1944 đặt ra ban đầu. Kế hoạch cải biến Alaska bị hủy bỏ.

### Chế tạo
Alaska được đặt lườn vào ngày 17 tháng 12 năm 1941 tại Camden, New Jersey bởi hãng đóng tàu New York Shipbuilding Corporation. Nó được hạ thủy vào ngày 15 tháng 8 năm 1943; được đỡ đầu bởi Ernest Gruening, và được đưa ra hoạt động tại Xưởng hải quân Philadelphia vào ngày 17 tháng 6 năm 1944 dưới quyền chỉ huy của Thuyền trưởng, Đại tá Hải quân Peter K. Fischler.

## Lịch sử hoạt động

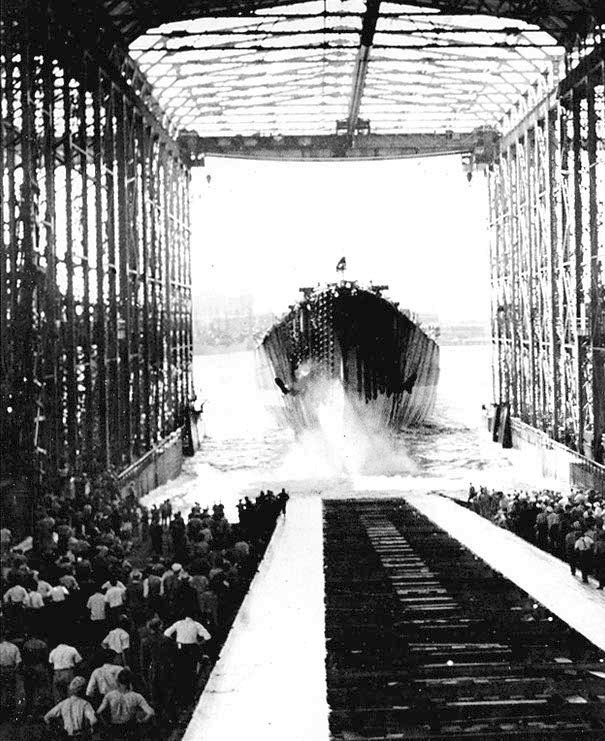
USS Alaska được hạ thủy vào ngày 15 tháng 8 năm 1943.

Sau khi được trang bị hoàn tất tại Xưởng hải quân Philadelphia, Alaska di chuyển dọc theo sông Delaware vào ngày 6 tháng 8 năm 1944 hướng đến Hampton Roads, được hộ tống bởi các tàu khu trục Simpson và Broome. Sau đó nó tiến hành một chuyến chạy thử máy "tích cực", bắt đầu từ vịnh Chesapeake di chuyển đến vịnh Paria ngoài khơi Trinidad ở Tây Ấn thuộc Anh, lần này được hộ tống bởi các tàu khu trục Bainbridge và Decatur. Sau tất cả các thử nghiệm trên, nó hướng đến Xưởng hải quân Philadelphia ngang qua Annapolis, Maryland và Norfolk để thực hiện các hiệu chỉnh và thay đổi cho hệ thống kiểm soát hỏa lực, trang bị bốn bộ hướng dẫn hỏa lực Mk. 57 cho dàn pháo 127 mm (5 inch).
Alaska khởi hành từ Philadelphia vào ngày 12 tháng 11 năm 1944 hướng đến khu vực Caribbe cùng với tàu khu trục Thomas E. Fraser, và sau hai tuần chạy thử máy để tiêu chuẩn hóa ngoài khơi vịnh Guantanamo tại Cuba, nó lên đường hướng sang Thái Bình Dương vào ngày 2 tháng 12. Nó hoàn tất chuyến đi vượt kênh đào Panama ngày 4 tháng 12 và đến San Diego ngày 12 tháng 12. Từ đó, chiếc "tàu tuần dương lớn" thực hành bắn pháo bờ biển và tác xạ phòng không tại khu vực ngoài khơi San Diego.

### Tây Thái Bình Dương
Ngày 8 tháng 1 năm 1945, Alaska khởi hành đi Hawaii, đến Trân Châu Cảng vào ngày 13 tháng 1, nơi mà vào ngày 27 tháng 1 quyền chỉ huy con tàu được Đại tá Kenneth H. Noble thay thế cho Thuyền trưởng Fischler, vốn được thăng lên Chuẩn Đô đốc. Trong những ngày tiếp theo sau, Alaska tiến hành thêm các cuộc huấn luyện trước khi lên đường như một đơn vị của Đội Đặc nhiệm 12.2 hướng sang khu vực Tây Thái Bình Dương vào ngày 29 tháng 1. Nó đến Ulithi, nơi thả neo của hạm đội thuộc quần đảo Caroline, vào ngày 6 tháng 2, rồi sau đó gia nhập Đội Đặc nhiệm 58.5, một đơn vị thuộc Lực lượng Đặc nhiệm 58 "nổi tiếng", tức lực lượng các tàu sân bay nhanh.

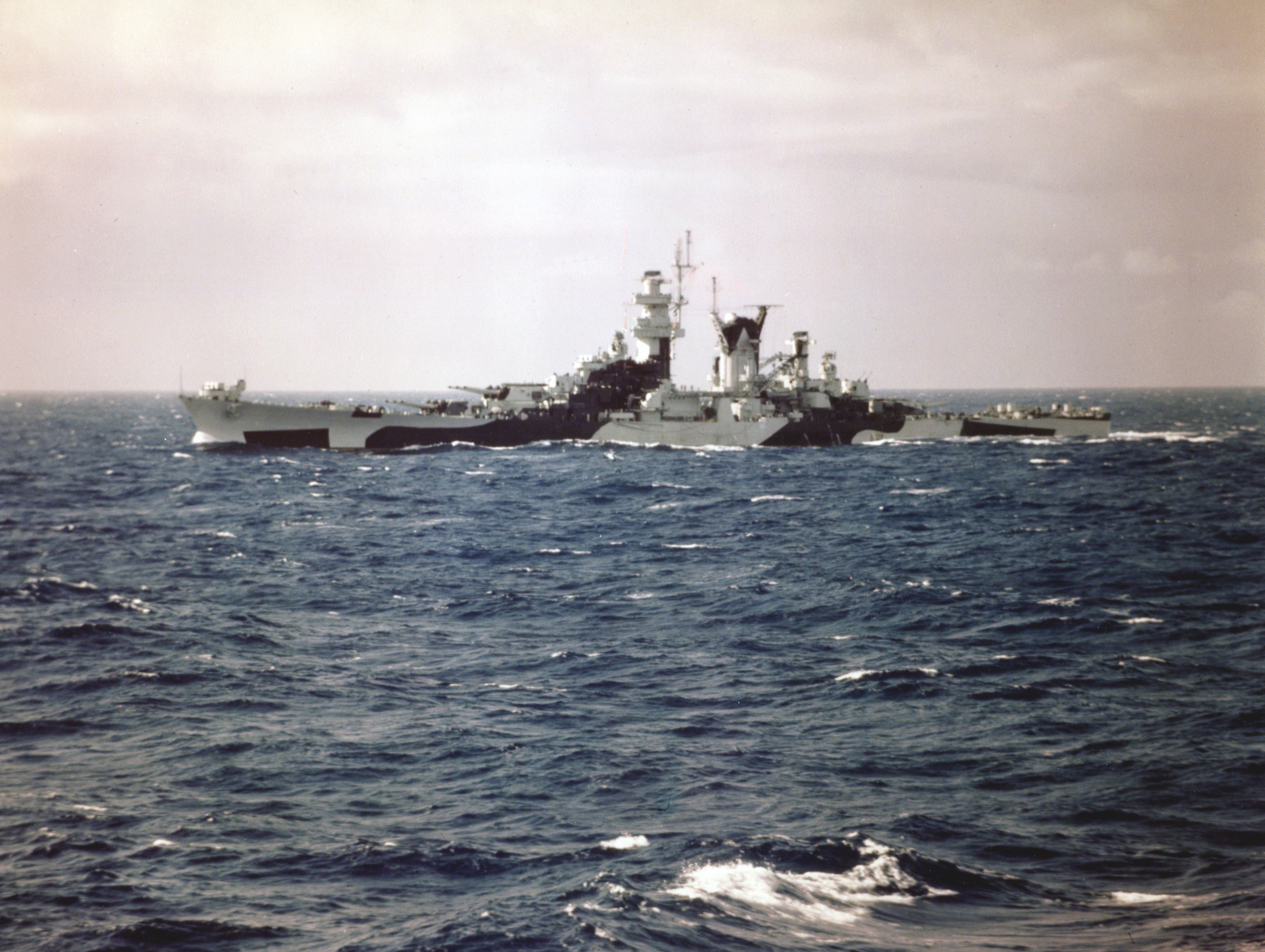
Alaska trong chuyến đi chạy thử máy vào năm 1944

Alaska lên đường hướng đến các đảo chính quốc Nhật Bản trong thành phần của Đội Đặc nhiệm TG 58.5 vào ngày 10 tháng 2 năm 1945. Nó được giao nhiệm vụ bảo vệ các tàu sân bay Saratoga và Enterprise khi chúng thực hiện các cuộc không kích ban đêm vào Tokyo và các sân bay chung quanh nó. Lực lượng Đặc nhiệm 58, được che giấu bởi thời tiết xấu, tiếp cận các đảo chính quốc Nhật từ phía Đông quần đảo Mariana. Sử dụng tình báo vô tuyến cùng với các tàu ngầm được bố trí, các máy bay tuần tra tầm xa của Không đoàn Hạm đội 1, và những chiếc máy bay Boeing B-29 Superfortress của Không lực Lục quân Hoa Kỳ hoạt động như những đơn vị trinh sát tiền trạm, lực lượng đặc nhiệm tiếp cận được mục tiêu mà không bị phát hiện; và nhờ kỹ năng bay tầm thấp đã ngăn trở sự phản công của quân Nhật. Được phân về Đội Đặc nhiệm 58.4 không lâu sau đó, Alaska hỗ trợ các hoạt động tại Iwo Jima, và cũng như trước đây, không máy bay đối phương nào bén mảng đến gần đội hình các tàu sân bay mà chiếc tàu tuần dương lớn tháp tùng. Nó bảo vệ các tàu sân bay trong 19 ngày trước khi rút lui về Ulithi để bổ sung tiếp liệu và thực hiện các sửa chữa nhỏ.
Với quyết tâm chiếm đóng Okinawa vào đầu tháng 4 năm 1945, các nhà chiến lược dự đoán là Nhật sẽ kháng cự quyết liệt với mọi sức mạnh không quân và hải quân còn có được. Để phá hủy càng nhiều máy bay càng tốt, và do đó giảm thiểu khả năng hải quân Mỹ bị máy bay Nhật tấn công - lực lượng đặc nhiệm tàu sân bay nhanh được lệnh tấn công các sân bay tại Kyūshū, Shikoku và phía Đông Honshū. Vẫn còn trong thành phần của Đội Đặc nhiệm 58.4 vốn được hình thành chung quanh các tàu sân bay Yorktown, Intrepid, Independence và Langley, Alaska một lần nữa đảm trách nhiệm vụ bảo vệ các tàu sân bay. Vẫn như trước đây, vai trò chính của nó là phòng thủ chống lại mọi cuộc tấn công từ trên không hay trên mặt biển.
Theo kế hoạch tác chiến được vạch ra, Lực lượng Đặc nhiệm 58 khởi hành từ Ulithi vào ngày 14 tháng 3 hướng lên phía Tây Bắc từ quần đảo Caroline. Được tiếp nhiên liệu trên biển trong ngày 16 tháng 3, lực lượng này đi đến một điểm ở về phía Đông Nam Kyūshū vào sáng sớm ngày 18 tháng 3. Trong ngày hôm đó, máy bay của Đội Đặc nhiệm 58.4 đã càn quét qua các sân bay Nhật Bản tại Usa, Ōita và Saeki, hợp cùng lực lượng của các đội đặc nhiệm 58.1, 58.2 và 58.3 trong việc tiêu diệt 107 máy bay đối phương trên mặt đất và bắn rơi 77 trong tổng số 142 máy bay tham gia không chiến bên trên khu vực mục tiêu.
Alaska đối đầu cùng đối phương lần đầu tiên vào ngày 18 tháng 3 khi quân Nhật mở cuộc không kích nhắm vào lực lượng đặc nhiệm. Bản thân nó đã bắn rơi hai máy bay đối phương: một chiếc máy bay cảm tử kamikaze Yokosuka P1Y "Frances" đang trên đường lao đến Intrepid, cùng một chiếc Yokosuka D4Y "Judy" bị bắn trúng vào khoảng 13 giờ 15 phút.

### Bảo vệFranklin
Nhật Bản dốc toàn lực ra tấn công vào ngày 19 tháng 3, và chúng bắt gặp Đội Đặc nhiệm 58.2 ở cách 32 km (20 dặm) về phía Bắc so với các đội khác của Lực lượng đặc nhiệm 58. Vào khoảng 07 giờ 08 phút, Franklin bị đánh trúng hai quả bom; và Wasp cũng là nạn nhân của những quả bom Nhật. Bên trên Alaska, mọi người đang chứng kiến diễn biến của trận đánh đều ghi nhận được ánh chớp, rồi nối tiếp bởi những cuộn khói dày đặc từ từ bốc lên, chứng tỏ chiếc tàu sân bay đã bị đánh trúng. Ít lâu sau, liên lạc vô tuyến xác nhận việc Franklin là nạn nhân của đợt tấn công của Nhật.
Đơn vị Đặc nhiệm 58.2.9, một lực lượng giải cứu, được nhanh chóng thành lập để hộ tống chiếc Franklin bị hư hại. Bao gồm Alaska, chiếc Guam chị em với nó, tàu tuần dương hạng nặng Pittsburgh, tàu tuần dương hạng nhẹ Santa Fe và ba đội tàu khu trục, Đơn vị Đặc nhiệm 58.2.9 được lệnh tiến đến Guam với tốc độ nhanh nhất có thể.
Không có lực lượng Nhật nào được phát hiện trên đường đi cho đến xế trưa, khi một số máy bay xuất hiện ở chân trời. Cho dù đa số là những chiếc thủy phi cơ PB4Y không phát ra tín hiệu phân biệt bạn-thù, một chiếc "Judy" đã ẩn náu giữa chúng. Một dàn "hỏa lực chào" được dựng nên để phòng thủ đối với chiếc "Judy" nhưng nó thoát đi mà không bị thiệt hại, còn quả bom nó phóng ra trượt khỏi Franklin. Loạt đạn pháo 127 mm (5 inch) cuối cùng của Alaska trong trận này đã gây bỏng nhẹ cho một khẩu đội 40 mm kế cận; là những thương vong duy nhất mà chiếc tàu tuần dương lớn phải chịu trong suốt quảng đời phục vụ của nó.
Sáng hôm sau, Alaska đảm nhiệm vai trò chỉ đạo tuần tra chiến đấu trên không, và kiểm soát ba tốp máy bay tiêm kích xuất phát từ tàu sân bay Hancock. Trong khi các tốp này còn đang ở vị trí trực chiến chờ đến lúc được thay phiên, radar của Alaska bắt được tín hiệu một chiếc máy bay đơn độc ở cách 56 km (35 dặm) lúc 11 giờ 43 phút. Đến 11 giờ 49 phút, các máy bay tiêm kích bắn rơi một chiếc Kawasaki Ki-45 "Nick" ở khoảng cách 31 km (19 dặm). Đến ngày 22 tháng 3, phần việc của Alaska trong cuộc hộ tống chiếc Franklin bị hư hại đã hoàn tất, và nó lại gia nhập Đội Đặc nhiệm 58.4, được tiếp nhiên liệu cùng ngày hôm đó từ tàu chở dầu Chicopee.

### Okinawa
Trong vài ngày tiếp theo sau, các cuộc không kích xuống Okinawa vẫn tiếp tục được tiến hành, chuẩn bị cho cuộc đổ bộ đã được ấn định trước vào ngày Chủ nhật Phục Sinh, 1 tháng 4 năm 1945. Alaska tiếp tục hỗ trợ các tàu sân bay tung ra các cuộc không kích cho đến khi được tách ra vào ngày 27 tháng 3 để thực hiện nhiệm vụ bắn pháo xuống Minami Daito Shimo, một hòn đảo tí hon ở cách 257 km (160 dặm) về phía Đông Okinawa. Đơn vị Đặc nhiệm 58.4.9 của nó còn bao gồm Guam, các tàu tuần dương hạng nhẹ San Diego và Flint cùng Hải đội Khu trục 47. Nhận được lệnh tiến hành bắn phá trên đường đi đến khu vực tiếp nhiên liệu, Alaska và Guam cùng các tàu hộ tống di chuyển về phía Tây hòn đảo theo hướng Bắc-Nam; và từ 22 giờ 45 phút ngày 27 tháng 3 đến 00 giờ 30 phút ngày 28 tháng 3, dàn pháo chính của Alaska đã dội 45 quả đạn pháo công phá lên bờ, trong khi các khẩu đội 127 mm (5 inch) nả thêm 352 quả đạn khác. Không có bất kỳ sự kháng cự nào từ trên bờ, và quan sát viên trên Alaska ghi nhận "các đám cháy tương ứng" trên đảo.
Tái gia nhập Đội Đặc nhiệm 58.4 tại điểm hẹn tiếp nhiên liệu, Alaska cho chuyển những người bị thương từ chiếc Franklin sang tàu chở dầu Tomahawk trong khi đang được tiếp nhiên liệu từ nó. Sau đó nó tiếp tục nhiệm vụ hộ tống các tàu sân bay nhanh khi chúng thực hiện các hoạt động hỗ trợ cho việc tập trung lực lượng và đổ bộ lên Okinawa, sẵn sàng đánh trả các cuộc không kích của đối phương. Cuộc đổ bộ được tiến hành như dự tính vào ngày 1 tháng 4, và các hoạt động của nó trong những ngày tiếp theo là nhằm hỗ trợ cho lực lượng đổ bộ. Ngày 7 tháng 4, một lực lượng tàu nổi Nhật Bản đã di chuyển qua biển Đông Trung Quốc hướng về phía Okinawa để ngăn chặn cuộc đổ bộ; chúng bị đánh bại bởi một cuộc không kích lớn lao từ các tàu sân bay bay nhanh thuộc lực lượng đặc nhiệm dưới quyền Phó Đô đốc Marc Mitscher, vốn đã đánh chìm chiếc thiết giáp hạm khổng lồ Yamato, một tàu tuần dương và bốn tàu khu trục.
Hoạt động ngoài khơi Okinawa và Kyūshū, Alaska sử dụng hỏa lực hùng hậu của mình bảo vệ các tàu sân bay nhanh trong khi chúng hàng ngày tung ra các đợt máy bay F6F Hellcat và F4U Corsair nhắm vào các sân bay đối phương, các tàu bè và căn cứ trên bờ. Trong đêm 11 tháng 4, chiếc tàu tuần dương lớn đã trợ giúp vào việc bắn rơi một máy bay Nhật Bản; bản thân nó cũng bắn rơi một chiếc khác bởi chính mình, được cho có thể là một kiểu tên lửa cảm tử có người lái "Ohka" trong đêm 11-12 tháng 4.
Bốn ngày sau đó, vào ngày 16 tháng 4, hỏa lực phòng không của Alaska bắn rơi một chiếc có thể là một "Judy" và hai chiếc Mitsubishi A6M Zero, và con tàu cũng đã giúp đỡ vào việc bắn rơi ba máy bay đối phương khác. Tuy nhiên, cùng ngày hôm đó, một máy bay đối phương đã tìm cách đi qua được hàng rào phòng thủ của Alaska để đâm vào Intrepid. Dù sao, đêm hôm đó, hỏa lực phòng không của chiếc tàu tuần dương đã đóng vai trò chính trong việc đánh đuổi một kẻ rình mò đơn độc tìm cách xâm nhập đội hình. Trong đêm 21-22 tháng 4, một lần nữa Alaska ngăn chặn một máy bay đối phương tìm cách tấn công đội đặc nhiệm bằng hỏa lực phòng không. Vào đêm 29-30 tháng 4, vào cuối giai đoạn hoạt động ngoài biển cùng các tàu sân bay nhanh, hai lần Alaska đã đánh đuổi các toán máy bay tấn công Nhật Bản.

### Các hoạt động cuối cùng trong chiến tranh
Alaska thả neo tại Ulithi vào ngày 14 tháng 5, kết thúc một đợt hoạt động căng thẳng kéo dài gần hai tháng. Mười ngày sau đó, sau khi được nghỉ ngơi và tiếp liệu, chiếc tàu tuần dương trở thành một bộ phận của Đệ Tam hạm đội, thuộc Đội Đặc nhiệm 38.4 cùng với những thành viên mới gia nhập: thiết giáp hạm Iowa và tàu sân bay Ticonderoga. Trong hai tuần lễ tiếp theo, một lần nữa Alaska lại hộ tống một bộ phận của lực lượng đặc nhiệm tàu sân bay nhanh, tiến hành cuộc bắn pháo bờ biển lần thứ hai của nó, khi vào ngày 9 tháng 6, nó cùng với Guam dội pháo xuống đảo Okino Daito Shima còn do Nhật Bản chiếm giữ, về phía Nam Minami Daito Shimo, vốn đã được hai chiếc tàu sân bay lớn ghé thăm vào cuối tháng 3, và được ghi nhận có khác cơ sở radar của đối phương được bố trí tại đây.
Sau đó, đội đặc nhiệm di chuyển về phía Tây Nam hướng đến vịnh San Pedro ở Leyte, đến nơi vào trưa ngày 13 tháng 6 năm 1945. Nó trải qua một tháng trong vịnh Leyte sau đó; một giai đoạn "nghỉ ngơi, tiếp liệu và bảo trì" trước khi Alaska lại lên đường vào ngày 13 tháng 7, lần này là trong thành phần của Lực lượng Đặc nhiệm 95 vừa mới được thành lập. Đi đến vịnh Buckner tại Okinawa vào ngày 16 tháng 7, Lực lượng Đặc nhiệm 95 được tiếp nhiên liệu tại đây và lên đường vào ngày hôm sau, hướng đến bờ biển Trung Quốc rồi sau đó đột nhập vào biển Đông Trung Quốc, khu vực từng là nơi săn mồi của máy bay và tàu ngầm Mỹ, nhưng chưa từng có mặt một lực lượng tàu nổi Đồng Minh nào kể từ sau trận Trân Châu Cảng.
Mặc dù những người vạch kế hoạch cho cuộc càn quét dự đoán có những sự kháng cự, chúng đã không xảy ra. Alaska, Guam và các tàu hộ tống khống chế cả khu vực, chỉ bắt gặp các thuyền đánh cá Trung Quốc. Máy bay đối phương nhiều lần được tung ra chống lại lực lượng đặc nhiệm đều là mục tiêu của lực lượng tuần tra chiến đấu trên không. Hoạt động từ vịnh Buckner, Alaska tham gia ba đợt càn quét tại vùng biển này, và đã chứng kiến hiệu quả của việc phong tỏa cấm vận Nhật Bản: không hề thấy bất cứ tàu bè Nhật Bản nào trong suốt chiến dịch. Nhận xét của chỉ huy trưởng chiếc Guam, Đại tá Hải quân Leland P. Lovette: "Chúng tôi chuẩn bị đối phó với một tổ ong vò vẽ, và kết thúc ở một cánh đồng toàn bướm; nhưng chúng tôi đã chứng tỏ được chính mình, và biển Đông Trung Quốc thuộc về chúng tôi, có thể làm bất cứ điều gì theo ý mình."
Vịnh Buckner tỏ ra có nhiều thách thức hơn so với các đợt càn quét. Ngay cả những ngày sau cùng của cuộc chiến tranh vẫn còn có những yếu tố nguy hiểm: vào ngày 12 tháng 8 một máy bay ném bom-ngư lôi Nhật Bản đã đánh trúng thiết giáp hạm Pennsylvania, cạnh nơi thả neo của Alaska. Trong những ngày tiếp theo, những chuyến ra đi vào ban đêm được thực hiện để tránh những kẻ tự sát cuối cùng, cho đến khi chiến tranh chấm dứt vào giữa tháng 8.

### Hoạt động sau chiến tranh
Tuy nhiên, vẫn còn những việc cần làm. Ngày 30 tháng 8, Alaska khởi hành từ Okinawa trong thành phần lực lượng chiếm đóng của Đệ Thất hạm đội, và sau khi tham gia vào việc "biểu dương lực lượng" tại Hoàng Hải và vịnh Chihli, đã đi đến Jinsen (ngày nay là Inchon) tại Triều Tiên vào ngày 8 tháng 9 năm 1945. Alaska đã hỗ trợ cho việc đổ bộ lực lượng chiếm đóng Lục quân lên Jinsen, và đã ở lại cảng này cho đến ngày 26 tháng 9, khi nó lên đường đi Thanh Đảo, Trung Quốc, đến nơi vào ngày hôm sau. Nó chuyển sang thả neo bên ngoài lối vào cảng vào ngày 11 tháng 10 để hỗ trợ cho việc đổ bộ Sư đoàn 6 Thủy quân Lục chiến chiến đóng hải cảng trọng yếu phía Bắc Trung Quốc này, và tiếp tục ở lại Thanh Đảo cho đến ngày 13 tháng 11, khi nó lên đường quay lại Jinsen, nhận lên tàu các cựu chiến binh quay trở về nhà như một phần của Chiến dịch Magic Carpet. Lên đường hướng về Hoa Kỳ vào ngày 14 tháng 11, Alaska dừng một chặng ngắn tại Trân Châu Cảng trước khi tiếp tục đi đến San Francisco.
Tiếp tục hướng đến kênh đào Panama, và hoàn tất việc vượt qua kênh đào vào ngày 13 tháng 12 năm 1945, Alaska đi đến Xưởng hải quân Boston vào ngày 18 tháng 12. Tại đây nó được cho chuẩn bị để được ngừng hoạt động. Rời Boston ngày 1 tháng 2 năm 1946, nó được chỉ định chỗ neo đậu thường trực tại Bayonne, New Jersey, và đến nơi ngày hôm sau. Được đưa về lực lượng dự bị tại Bayonne vào ngày 13 tháng 8 năm 1946, Alaska cuối cùng được cho ngừng hoạt động vào ngày 17 tháng 2 năm 1947.
Chiếc tàu tuần dương lớn không bao giờ quay trở lại hoạt động thường trực. Tên của nó được rút khỏi danh sách Đăng bạ Hải quân vào ngày 1 tháng 6 năm 1960, Alaska được bán vào ngày 30 tháng 6 năm 1960 cho chi nhánh Lipsett Division của Luria Brothers tại New York để được tháo dỡ.

## Những đề nghị cải biến
Vào năm 1958, Văn phòng Tàu chiến chuẩn bị hai nghiên cứu khả thi để cân nhắc xem Alaska và Guam có phù hợp để cải biến thành những tàu tuần dương trang bị tên lửa điều khiển hay không. Nghiên cứu thứ nhất đề nghị tháo bỏ toàn bộ các khẩu pháo thay thế bằng bốn hệ thống tên lửa khác nhau. Phương án này được cho là quá tốn kém với chi phí lên đến 160 triệu Đô-la mỗi chiếc, nên một nghiên cứu thứ hai được tiến hành. Giải pháp này giữ lại các tháp pháp phía trước: hai tháp pháo 305 mm (12 inch) ba nòng v̀a ba tháp pháo 127 mm (5 inch) nòng đôi, chỉ bổ sung các vũ khí tên lửa phía sau. Phương án này cũng tốn kém 82 triệu Đô-la, nên cũng bị bác bỏ.
Alaska được tặng thưởng ba Ngôi sao Chiến đấu do thành tích hoạt động trong Thế Chiến II. Từng phục vụ trên chiếc tàu tuần dương trong thời chiến là một sĩ quan mới ra trường, mà sau này sẽ là phi hành gia Wally Schirra.